# Esquirol dels matolls de panxa vermella
L'esquirol dels matolls de panxa vermella (Paraxerus palliatus) és una espècie de rosegador de la família dels esciúrids. Viu a Kenya, Malawi, Moçambic, Somàlia, Sud-àfrica, Tanzània i Zimbàbue. Es tracta d'un animal diürn i arborícola. Els seus hàbitats naturals són els boscos perennifolis secs o humits, els boscos riberencs i les bardisses. Es creu que no hi ha cap amenaça significativa per a la supervivència d'aquesta espècie, tot i que gran part dels boscos costaners on viu han patit desforestació o degradació.